# Такафуми Огура
Такафуми Огура (на японски: 小倉 隆史) е японски футболист.

## Национален отбор
Записал е и 5 мача за националния отбор на Япония.
| Япония | Япония | Япония |
| Година | Мачове | Голове |
| ------ | ------ | ------ |
| 1994   | 5      | 1      |
| Общо   | 5      | 1      |